# Athabasca Northern Railway
Die Athabasca Northern Railway (kurz ANY) war eine Eisenbahngesellschaft in der kanadischen Provinz Alberta. Ihre 325 Kilometer lange Strecke verband Boyle mit Fort McMurray. Sie gehörte bis 2007 der Cando Contracting Limited. Die Strecke sollte im Dezember 2007 stillgelegt werden, da der Oberbau in einem schlechten Zustand war. Die Bahn wurde aber Ende 2007 von der Canadian National Railway (CN) für 25 Millionen US-Dollar gekauft. Eine Verbindung zum übrigen CN-Netz besteht in Boyle.
Die Bahnstrecke Boyle–Fort McMurray wurde von 1925 bis 1981 von der in der CN aufgegangenen Northern Alberta Railways betrieben. Im Jahre 2000 kaufte die Cando Contracting Limited die Bahn.
Die Bahn erschließt wichtige Ölsandfelder, die ausgebeutet werden sollen. CN investierte daher bis Ende 2011 135 Millionen US-Dollar in die Infrastruktur. Wichtige Kunden, darunter OPTI-Nexen und Suncor in Lynton, haben neue Verträge mit CN geschlossen. Das zuvor erzielte Verkehrsaufkommen hätte nicht für den Erhalt der Bahn ausgereicht.
Die ANY hatte drei gebrauchte EMD GP-9RM, umgebaute EMD GP9, im Einsatz.